# Pierścień z dzieleniem
Pierścień z dzieleniem – w algebrze łączny pierścień z jedynką, w którym każdy niezerowy element jest odwracalny względem mnożenia. Zwykle pod nazwą „pierścień z dzieleniem” rozumie się pierścień łączny, choć rozważa się także niełączne algebry z dzieleniem, np. oktoniony.
Od ciała tę strukturę odróżnia jedynie brak aksjomatu przemienności mnożenia, z tego powodu nazywano ją niegdyś „ciałem nieprzemiennym”. Proponowano również wykorzystanie terminu „ciało” jako nazwy pierścieni z dzieleniem, podczas gdy współcześnie rozumiane ciała nazywano „ciałami przemiennymi”, jednak ten pomysł również się nie przyjął.

## Charakteryzacja
Nietrywialny pierścień (łączny) z jedynką {\displaystyle R} nazywa się pierścieniem z dzieleniem, jeżeli każdy jego niezerowy element {\displaystyle a\in R} ma element odwrotny ze względu na mnożenie, tzn.
{\displaystyle \forall _{a\in R\setminus \{0\}}\;\exists _{b\in R}\;a\cdot b=b\cdot a=1.}
Innymi słowy, pierścień {\displaystyle R} jest pierścieniem z dzieleniem wtedy i tylko wtedy, gdy {\displaystyle \operatorname {U} (R)=R\setminus \{0\},} tj. grupa jego elementów odwracalnych składa się z wszystkich niezerowych elementów.

## Własności
Algebra liniowa oparta nie na przestrzeniach liniowych nad ciałami, a na modułach nad pierścieniami z dzieleniem pozostaje w dużej mierze użyteczna: każdy taki moduł jest wolny (ma bazę), a przekształcenia liniowe między nimi można reprezentować za pomocą macierzy (zob. macierz przekształcenia liniowego), ponadto poprawny jest algorytm eliminacji Gaussa.
Ponieważ centrum pierścienia z dzieleniem jest przemienne, zatem jest ciałem; wynika stąd, że każdy pierścień z dzieleniem jest algebrą z dzieleniem nad swoim centrum. Wspomniana algebra jest w szczególności przestrzenią liniową – jeżeli jest ona skończeniewymiarowa, to pierścień z dzieleniem nazywa się centralnie skończonym, w przeciwnym przypadku nazywa się go centralnie nieskończonymi. Każde ciało jest centralnie skończone (jako trywialnie jednowymiarowe nad swoim centrum).
Tzw. małe twierdzenie Wedderburna mówi, że wszystkie skończone pierścienie z dzieleniem są przemienne (a więc są ciałami skończonymi); z kolei twierdzenie Frobeniusa o algebrach z dzieleniem nad ciałem liczb rzeczywistych zapewnia, iż każda łączna algebra z dzieleniem nad ciałem liczb rzeczywistych skończonego wymiaru jest izomorficzna albo z ciałem liczb rzeczywistych, albo z ciałem liczb zespolonych, albo z algebrą kwaternionów.

## Przykłady
Historycznie pierwszym przykładem pierścienia z dzieleniem niebędącego ciałem były kwaterniony odkryte w 1843 roku przez Williama Hamiltona; tworzą one czterowymiarową algebrę z dzieleniem nad swoim centrum (które jest izomorficzne z liczbami rzeczywistymi). Zastąpienie liczb rzeczywistych przy konstrukcji kwaternionów innym ciałem (np. liczbami wymiernymi) daje kolejne przykłady. Ogólnie, dla danego modułu prostego nad ustalonym pierścieniem, jego pierścień endomorfizmów jest pierścieniem z dzieleniem; co więcej: dowolny pierścień z dzieleniem jest określony w ten sposób nad pewnym modułem prostym.